# Regionala nyhetsprogram i Sveriges Television
Regionala nyhetsprogram i Sveriges Television har sänts sedan 1970 då försökssändningar av Sydnytt över Skåne startade från Malmö.
Olika delar av landet fick regionala nyhetsprogram fram till 1987 när ABC startade och hela landet täcktes av något regionalt nyhetsprogram. Regionerna har sedan delats upp i mindre delar. Från 2001 hade SVT elva regionala nyhetsprogram; från 2008 infördes ett antal editioner av dessa program vilket innebar att huvudsändningar fanns i arton olika editioner. År 2015 gjordes alla editioner till egna nyhetsregioner och nya regioner avstyckades, varefter de lokala nyheterna fanns i 21 olika versioner.
Regionala nyhetsprogram sändes förr i SVT2, men sänder numera bara i SVT1.

## Historik

### Försöksperiod och uppbyggnad
Sydnytts första sändning 1970 var fem minuter lång och sändes i TV2 klockan 18.55 före TV-nytt.
Försöket utvidgades efter ett par år till att omfatta Västnytt från Göteborg, Nordnytt från Umeå och Luleå, Mittnytt från Falun och Sundsvall samt Bergslagsnytt från Örebro. Bergslagsnytt fick bara en provperiod på några månader, medan de övriga blev återkommande program.
För regioner utan egna regionala nyheter sände TV2 under 1972 och 1973 programmet Riksblandning. Det ändrades senare så att något av de regionala nyhetsprogrammen växelvis sändes i områden utan egna regionala nyheter.
År 1978 beslutade Sveriges riksdag att försöket med regionala nyheter skulle permanentas, vilket innebar att sändningarna under 1980-talet skulle utvidgas och bli rikstäckande. År 1980 startade Östnytt från Norrköping, 1983 Smålandsnytt från Växjö, 1986 Tvärsnytt från Karlstad och Örebro och slutligen ABC från Stockholm 1987. 
Den ursprungliga femminuterssändningen utvidgades bitvis med fem minuter för att slutligen vara tjugo minuter lång. 

### 1990–2015
Under 1990-talet utvidgades sändningarna ytterligare. En sändning i anslutning till Rapport 17.00 startade 1993, en sändning sent på kvällen startade 1995, och 1996 började man sända tre korta sändningar i Rapport Morgon. Två korta söndagssändningar startade 1997.
När sändningarna blivit rikstäckande producerade fyra TV2-distrikt sina egna nyhetsprogram, medan tre distrikt bildade tvärregioner (Stockholm räknades inte som ett TV2-distrikt). Falun och Sundsvall delade på Mittnytt, Umeå och Luleå gjorde Nordnytt och Örebro och Karlstad samproducerade Tvärsnytt. 
År 1994 delades Mittnytt upp i Mittnytt från Sundsvall och Gävledala från Falun. År 2001 delades Nordnytt upp och blev Nordnytt från Luleå och Västerbottensnytt från Umeå. Samma år delades även Tvärsnytt upp och blev Tvärsnytt från Örebro och Värmlandsnytt från Karlstad. Därmed producerade alla distrikt sina egna nyhetsprogram. 
År 2001 innebar också omfattande tablåomläggningar för de lokala nyheterna. De tre kortsändningarna på morgonen lades ner och 22.00-sändningen flyttades till 21.40 för att bli en del av Aktuellt 21 som samtidigt flyttades till SVT2. Eftermiddagssändningen kortades till fem minuter och lades klockan 17.55 före Aktuellt 18. 
År 2003 relanserade SVT sin nyhetskanal SVT24. Detta innebar bland annat att en regional nyhetsuppdatering på tre minuter skulle sändas varje vardag 21.00. I SVT24 sändes dock inte de ordinarie elva regionerna, utan fem storregioner. Dessa sändningar lades ner efter ett år. 
År 2003 flyttades den sena sändningen igen till 22.15. Ett år senare gjordes ytterligare en förändring av den sena sändningen med en tre minuter lång "Nyhetsuppdatering" klockan 22.00 med lokala, nationella och internationella nyheter. Till 22.15-sändningen lades en väderrapport med meteorolog vilken innebar att alla regioner fick väder med meteorolog, något som tidigare bara funnits i ABC-regionen. 
Under andra halvan av 2006 startades tre underregioner som sände lokala nyheter i 17.55-sändningen. För Gävleborgs län startade Gävledala Gävleborg, för Jönköpings län startade Smålandsnytt Jönköping och i Jämtlands län kunde man se Mittnytt Jämtland. 
I augusti 2007 togs nyhetssammanfattningen klockan 22.00 bort.
I oktober 2007 meddelade SVT att de regionala huvudsändningarna skulle utökas från 11 till 18 upplagor från våren 2008. Dessutom skulle man återinföra regionala nyhetssändningar i Gomorron Sverige. Tanken är också att riksnyheterna sedan ska ha fler inslag från lokalredaktionerna. De regionala nyhetsprogrammen delas enligt följande:
- Mittnytt delas i Jämtlandsnytt för Jämtlands län och Mittnytt för Västernorrlands län
- Gävledala delas i SVT Gävleborg för Gävleborgs län och SVT Dalarna Dalarnas län
- Smålandsnytt delas i Jönköpingsnytt för Jönköpings län och Smålandsnytt för Kronobergs och Kalmar län.
- ABC delas i SVT Uppland för Uppsala län och ABC för Stockholms län.
- Tvärsnytt delas i Västmanlandsnytt för Västmanlands län och Tvärsnytt för Örebro län.
- Västnytt delas i Hallandsnytt för Hallands län och Västnytt för Västra Götalands län
- Sydnytt delas i Sydnytt för Skåne län och Blekingenytt för Blekinge län.

Därmed skulle de flesta län ha ett eget nyhetsprogram i SVT, undantaget de tre län som utgör Östnyttregionen samt Kronobergs och Kalmar län i Smålandsnyttsregionen.
Förändringarna trädde i kraft den 25 februari 2008. Samtidigt ändrades tiderna så att 17.55-sändningen flyttades till 18.10 och huvudsändningen kortades ner till en kvart som sändes 19.15. Delningarna gällde enbart sändningen 19.15, för sändningarna 18.10 och 22.15 gäller fortfarande den tidigare regionindelningen.
Den 25 augusti 2008 återupptog SVT de regionala nyheternas morgonsändningar. På morgonen sändes de regionala nyheterna fem gånger över elva områden. Samtidigt flyttades de regionala nyhetssändningarna klockan 18.10 och 19.15 till SVT1. Dessutom startades SVT Sörmland som blev den artonde upplagan av kvällssändningen.
Den 5 mars 2012 började Aktuellt med nyhetstimme och ny grafik, de regionala nyheterna flyttades till 21.35, blev åtta minuter långa och fick samma grafik som Aktuellt.
Den 20 augusti 2012 ändrades Aktuelltsändningen till 21.45 och blev tio minuter lång.

### Omgörning 2015
Den 13 april 2015 fick samtliga regionala nyhetsprogram nya namn och sändningstider. Dessutom tillkom två nya program så det blev totalt 21 program.
Detta är de nya namnen:
- Nordnytt - SVT Nyheter Norrbotten
- Västerbottensnytt - SVT Nyheter Västerbotten
- Jämtlandsnytt - SVT Nyheter Jämtland
- Mittnytt - SVT Nyheter Västernorrland
- SVT Gävleborg - SVT Nyheter Gävleborg
- Gävledala - SVT Nyheter Dalarna
- Västmanlandsnytt - SVT Nyheter Västmanland
- SVT Uppland - SVT Nyheter Uppsala
- Tvärsnytt - SVT Nyheter Örebro
- Värmlandsnytt - SVT Nyheter Värmland
- SVT Sörmland - SVT Nyheter Sörmland
- ABC - delas upp i SVT Nyheter Stockholm och SVT Nyheter Södertälje
- Östnytt - SVT Nyheter Öst
- Västnytt - SVT Nyheter Väst
- Jönköpingsnytt - SVT Nyheter Jönköping
- Smålandsnytt - SVT Nyheter Småland
- Hallandsnytt - SVT Nyheter Halland
- Blekingenytt - SVT Nyheter Blekinge
- Sydnytt - delades upp i SVT Nyheter Skåne och SVT Nyheter Helsingborg

Eftersom alla regionala program utom SVT Nyheter Småland, SVT Nyheter Öst och SVT Nyheter Väst utgår från länsindelningen används SVT Nyheter + länets namn. Dessutom sänds nu alla programmen alla tiderna.
Detta är de nya sändningstiderna:
- Vardagar 07.07, 07.33, 08.07, 08.33, 09.07, 09.33. 18.33-18.43, 19.55-19.59 och 22.00 i SVT1, vardagar 18.15-18.19 i SVT1 på sommaren.
- Söndagar 18.10-18.14, 19.55-19.59 i SVT1.

Varumärket "SVT Nyheter" hade gradvis införts som ett paraplyvarumärke för hela SVT:s nyhetsutbud. Under 2017 ändrade SVT detta beslut, varefter "SVT Nyheter" enbart gällde det digitala nyhetsutbudet (webbplatsen och nyhetsappar). Det innebar att de lokala nyhetsprogrammen bytte namn från SVT Nyheter till Lokala Nyheter. Förändringen genomfördes den 28 augusti 2017 i samband med starten av Morgonstudion. Den 24 augusti 2020 bytte man tid för Lokala nyheters sena sändning. Från 21.38 i Aktuellt i SVT2 till 22.15 i SVT1 i anslutning till Sportnytt och sen när Sportnytt flyttade tillbaka till SVT2 måndag-torsdag så började Lokala nyheter sändas mellan 21.50-22.00 i SVT1.
Efter 2015 har inte SVT startat nya editioner i form av TV-sändningar, men har istället ökat antalet lokalredaktioner. År 2015 hade SVT redaktioner på 27 orter. År 2023 meddelade SVT att man skulle öppna en redaktion i Rosengård som skulle bli företagets 50:e.

## Övriga regionala program
Regionalt sända program som inte varit nyhetssändningar har varit ovanliga i SVT. Främst har sådana satsningar förekommit i samband med val då man sänder regionala valdebatter och valvakor. En annan återkommande regional sändning är den regionala årskrönikan.
Övrigt regionalt utbud har varit mer oregelbundet sänt. 1997 gjordes ett försök med regionala magasin, som lades ner året efter.
1999 startade SVT fem regionala digitala kanaler: SVT Syd, Mälarkanalen, SVT Östnytt 24 Timmar, SVT Mitt och SVT Väst. Dessa kanaler sände ett blandat regionalt utbud, och flera av dem började efter ett tag sända analogt på eftermiddagar i SVT2. Efter ett tag drogs programutbudet i kanalerna ner mer och mer och inför år 2002 försvann kanalerna helt och ersattes av SVT Extra.
Sydnytt hade under en period ett samarbete med danska TV 2/Lorry i Köpenhamn och sände därför Öresundsmagasinet på eftermiddagar.
År 2005 sändes en säsong regionala debattprogram under namnet Reagera. Dessa program återkom inför riksdagsvalet 2006.
I september 2007 började programmet Eftersnack sändas i elva olika editioner, en för varje nyhetsregion. Programmen sändes efter den sena nyhetssändningen två kvällar i veckan.

## Tillgänglighet
Under den analoga tiden sändes enbart ett regionalt program per TV-mast. Masternas täckningsområde stämde inte alltid överens med länsindelningen, vilket inneburit att vissa hushåll mottagit "fel" nyhetsprogram. För sändarmasterna i Västerås och Bäckefors löste man detta genom att helt enkelt sända ut TV2 på två frekvenser från samma sändare, på den ena sände man Tvärsnytt och på den andra Östnytt respektive Västnytt och Tvärsnytt.
När SVT började sända digitalt via marknätet sände man inledningsvis enbart en nationell version av SVT2. De regionala sändningarna var begränsade till de särskilda regionala kanalerna, men i samband med att dessa lades ner i början av 2002 började man sända några regionala nyhetsprogram digitalt i SVT2. Först år 2004 sänds alla elva regionalprogram digitalt.
För att möta problemen med regionindelningen började man under 2005 sända ett extra regionalt program från flera master. Sedan 2006 sänder alla master i det digitala marknätet två parallella regionala nyhetsprogram.
När SVT började sända via satellit sände man inledningsvis enbart en nationell version av SVT2. År 2004 började SVT sända alla elva regionala versioner av SVT2 och SVT24 via satellit. Programmen sänds två gånger, från både Thor/Canal Digital och Sirius/Viasat. Satellittittaren kan se vilket regionalprogram som helst, oavsett var i Sverige denna befinner sig. När SVT år 2006 startade extra upplagor för Jönköping, Gävleborg och Jämtland sändes dessa av Canal Digital, men inte av Viasat. När ytterligare upplagor för Uppland, Blekinge, Halland och Västmanland startade år 2008 sände varken Canal Digital eller Viasat dessa via satellit.
I och med att Internet kom, började de regionala nyhetsprogrammen lägga upp sina sändningar på webben och nu för tiden finns alla sändningar tillgängliga i hela världen via SVT Play. När SVT Play i augusti 2008 blev tillgängligt via Telia Digital-tv ingick de regionala nyhetsprogrammen i utbudet.